# Jamaal Torrance
Jamaal Torrance (Orlando, 20 juli 1983) is een Amerikaanse sprinter, die is gespecialiseerd in de 400 m. Hij werd twee achtereenvolgende malen wereldindoorkampioen op de 4 x 400 m estafette, in 2008 en 2010.

## Loopbaan
Voor de eerste gouden estafette-medaille, die hij veroverde op de wereldindoorkampioenschappen van 2008 in het Spaanse Valencia, maakte Torrance als tweede loper deel uit van het Amerikaanse team, dat naast hem bestond uit James Davis, Greg Nixon en Kelly Willie. Met een tijd van 3.06,79, versloeg dit viertal de teams uit Jamaica (zilver; 3.07,69) en Dominicaanse Republiek (brons; 3.07,77).
Bij de tweede gelegenheid, op de WK indoor van 2010 in de hoofdstad van Qatar, Doha, vormde hij een team samen met Greg Nixon, Tavaris Tate en Bershawn Jackson. Dit team bleek veel te sterk voor de concurrentie en won in 3.03,40, ruimschoots voor de verrassende Belgen (tweede in 3.06,94) en de Britten (derde in 3.07,52). Het was overigens niet zijn eerste medaille op dit toernooi. Eerder al was hij derde geworden op de 400 m in 46,43 s.

## Titels
- Wereldindoorkampioen 4 x 400 m estafette - 2008, 2010
- Amerikaans indoorkampioen 400 m - 2009

## Persoonlijke records
Outdoor
| Onderdeel | Prestatie | Datum        | Plaats     |
| --------- | --------- | ------------ | ---------- |
| 300 m     | 32,78 s   | 27 mei 2010  | Ostrava    |
| 400 m     | 44,80 s   | 26 juni 2010 | Des Moines |

Indoor
| Onderdeel | Prestatie | Datum            | Plaats      |
| --------- | --------- | ---------------- | ----------- |
| 200 m     | 21,19 s   | 10 maart 2007    | Boston      |
| 300 m     | 33,39 s   | 8 februari 2011  | Liévin      |
| 400 m     | 45,76 s   | 28 februari 2010 | Albuquerque |

## Palmares

### 400 m
- 2010:  WK indoor - 46,43 s
- 2010: 6e Memorial Van Damme - 46,02 s
- 2011: 9e Golden Gala - 46,22 s
- 2011: 10e Adidas Grand Prix - 46,61 s

### 4 x 400 m
- 2007:  Pan-Amerikaanse Spelen - 3.02,44
- 2008:  WK indoor - 3.06,79
- 2010:  WK indoor - 3.03,40